# Alfonso Sánchez Herrera
Alfonso Sánchez Herrera (Jaén, 8 de junio de 1946-ib., 29 de agosto de 2019) fue un político español, siendo alcalde de Jaén en los periodos 1989-1991 y 1995-1999.

## Biografía
Fue el alcalde de la ciudad de Jaén durante dos legislaturas. En la primera se proclamó alcalde al promover una moción de censura al alcalde electo José María de la Torre Colmenero. En 1991, pese a ganar las elecciones, perdió la alcaldía en favor de este mismo, para posteriormente volver a la alcaldía en 1995. En las elecciones de 1999 decide no presentarse por su partido, haciéndolo Miguel Sánchez de Alcázar Ocaña, que resultaría a la postre alcalde de la ciudad.
En las elecciones de 2007 fue como número dos de las listas de su partido en 2011 no fue en las listas y en 2015 fue cerrando las listas de forma simbólica. Desde 2007 y hasta su fallecimiento presidió la junta gestora que dirige el parque empresarial Nuevo Jaén y también fue consejero de Caja Rural de Jaén (2015-2019).